# Дрор Каштан
Дрор Каштан (івр. דרור קשטן; 1 жовтня 1944, Петах-Тіква — 15 січня 2024) — ізраїльський футболіст, що грав на позиції півзахисника. По завершенні ігрової кар'єри — тренер.
Є найтитулованішим тренером в історії ізраїльського футболу — він по шість разів вигравав чемпіонат і Кубок Ізраїлю, а також тричі Кубок Тото. Крім цього, він досягнув найвищого результату з ізраїльським клубом у єврокубках — чвертьфінал Кубка УЄФА 2001/02 з «Хапоелем» (Тель-Авів).

## Клубна кар'єра
У дорослому футболі дебютував 1962 року виступами за команду «Хапоель» (Петах-Тіква) з рідного міста, в якій провів тринадцять сезонів, взявши участь у 95 матчах чемпіонату. У першому сезоні 1962/63 став з командою чемпіоном Ізраїлю, але зіграв у тому розіграші лише 7 ігор у чемпіонаті.
Завершив професійну ігрову кар'єру у клубі «Хапоель» (Кфар-Сава), за команду якого виступав протягом 1975—1976 років.

## Виступи за збірну
3 жовтня 1962 року дебютував в офіційних матчах у складі національної збірної Ізраїлю в товариській грі проти Ефіопії (3:0), ставши першим гравцем в історії збірної, що дебютував за неї раніше, ніж зіграв першу гру на дорослому рівні за клуб. До кінця року зіграв ще у двох товариських іграх, після чого за збірну більше не грав.

## Кар'єра тренера
По завершенні кар'єри гравця залишився у «Хапоелі» (Кфар-Сава), очоливши 1977 року тренерський штаб клубу, втім під його керівництвом клуб вилетів до другого дивізіону. Після цього очолював «Хапоель» (Кір'ят-Оно) та «Хапоель» (Лод), але 1980 року повернувся в «Хапоель» (Кфар-Сава), з яким у сезоні 1981/82 став чемпіоном Ізраїлю. Цей трофей став першим не лише для Каштана, але і для самого клубу, для якого цей результат є найбільшим досягненням за всю історію.
У сезоні 1983/84 Каштан знову очолював «Хапоель» (Лод), вигравши Кубок Ізраїлю, після чого став головним тренером молодіжної збірної Ізраїлю, тренував молодіжну збірну Ізраїлю один рік.
1985 року став головним тренером «Бейтара» (Єрусалим), з яким у першому сезоні виграв Кубок, а у другому чемпіонат Ізраїлю. При цьому чемпіонство для клуба також стало першим в історії. Після цього протягом сезону 1987/88 років очолював тренерський штаб клубу «Маккабі» (Хайфа), по завершенні якого повернувся в «Бейтар», вигравши з ним ще один національний кубок у сезоні 1988/89.
З 1989 року з посередніми успіхами очолював «Хапоель» (Рамат-Ган) та «Хапоель» (Петах-Тіква), а 1992 року знову повернувся в «Бейтар» (Єрусалим), вигравши з клубом чемпіонат Ізраїлю 1992/93, а 1994 року став головним тренером «Хапоеля» (Хайфа).
1995 року прийняв пропозицію попрацювати у клубі «Маккабі» (Тель-Авів), з яким зробив «золотий дубль» у сезоні 1995/96, а у наступному сезоні тренував «Хапоель» (Тель-Авів), який врятував від вильоту з вищого дивізіону і 1997 року вчетверте у кар'єрі очолив «Бейтар» (Єрусалим). Цей прихід також виявився вдалим — клуб з Каштаном здобув чемпіонство і Кубок Тото у 1998 році.
1999 року був запрошений керівництвом клубу «Хапоель» (Тель-Авів) очолити його команду, з якою пропрацював до 2004 року. У першому ж сезоні 1999/00 він здобув другий у кар'єрі «золотий дубль», а наступного року виграв з командою Кубок Тото та став чвертьфіналістом Кубка УЄФА 2001/02, вибивши попутно «Челсі», «Локомотив» (Москва) і «Парму».
У сезоні 2004/05 знову тренував «Хапоель» (Петах-Тіква), вигравши і з цим клубом Кубок Тото, після чого повернувся в «Хапоель» (Тель-Авів), з яким виграв свій останній трофей — Кубок Ізраїлю 2005/06.
2006 року став головним тренером національної збірної Ізраїлю, перед початком відбіркового циклу на чемпіонат Європи 2008 року, замінивши Аврама Гранта і тренував збірну чотири роки. При Каштані збірна провела 26 матчів, 12 разів перемогла, 8 разів зіграла внічию і 6 разів програла. У березні 2010 року покинув пост наставника збірної і у квітні очолив клуб «Бней-Єгуда». 1 липня офіційно приступив до роботи в клубі, пропрацювавши один сезон.
Влітку 2011 року став головним тренером «Хапоеля» (Тель-Авів), але вже у січні наступного року був звільнений через незадовільні результати. У сезоні 2012/13 Каштан повернувся до роботи з клубом «Бней-Єгуда» і підписав дворічний контракт. У цьому сезоні він закінчив з командою на четвертому місці. Але у другому сезоні результати погіршились і 1 грудня 2013 року Каштан пішов у відставку з тренерської посади, здобувши з клубом лише одну перемогу у останніх 11 матчах.

## Титули і досягнення

### Як гравця
- Чемпіон Ізраїлю (1):

«Хапоель» (Петах-Тіква): 1962-63

### Як тренера
- Чемпіон Ізраїлю (6):

«Хапоель» (Кфар-Сава): 1981-82
«Бейтар» (Єрусалим): 1986-87, 1992-93, 1997-98
«Маккабі» (Тель-Авів): 1995-96
«Хапоель» (Тель-Авів): 1999-00
- Володар Кубка Ізраїлю (6):

«Хапоель» (Лод): 1983-84
«Бейтар» (Єрусалим): 1985-86, 1988-89
«Маккабі» (Тель-Авів): 1995-96
«Хапоель» (Тель-Авів): 1999-00, 2005-06
- Володар Кубка Тото (3):

«Бейтар» (Єрусалим): 1997-98
«Хапоель» (Тель-Авів): 2001-02
«Хапоель» (Петах-Тіква): 2004-05
- Володар Суперкубка Ізраїлю (1):

«Хапоель» (Кфар-Сава): 1982